# Adolfo Alexander
Adolfo Alexander (1822 - 1881) fue un fotógrafo alemán establecido en 1855 en Argentina.
Estudió Geología pero ante el descubrimiento del daguerrotipo decidió estudiar su realización. En 1849 abrió un estudio en Hamelín, pero en 1851 se trasladó a América del Sur, desembarcó en Valparaíso y de ese modo fue pionero introduciendo el daguerrotipo en Chile. En 1855 se trasladó a Argentina y estableció un estudio en Mendoza trasladándose cinco años después a Buenos Aires donde trabajó hasta su muerte en 1881.
La mayor parte de su obra se encuentra en San Miguel en un museo privado abierto en 1989.